# NGC 409
NGC 409 is een elliptisch sterrenstelsel in het sterrenbeeld Beeldhouwer. Het hemelobject ligt ongeveer 291 miljoen lichtjaar (89,1 × 106 parsec) van de Aarde verwijderd en werd op 29 november 1837 ontdekt door de Britse astronoom John Herschel.

## Synoniemen
- PGC 4132
- ESO 352-12
- MCG -6-3-23